# Pluvier argenté
Pluvialis squatarola
Vous lisez un « bon article » labellisé en 2025.  Il fait partie d'un « bon thème » labellisé en 2025.
Espèce
Statut de conservation UICN

 VU A2bcd+4bcd : Vulnérable
Le Pluvier argenté (Pluvialis squatarola) est une espèce d'Oiseaux limicoles migrateurs de taille moyenne appartenant à la famille des Charadriidae.
Il s'agit du plus grand représentant du genre Pluvialis. Son plumage nuptial est très contrasté, noir sur le dessous et gris moucheté de blanc sur le dessus. Son plumage hivernal, plus discret, est gris tacheté de noir sur le dessus, avec le ventre blanc. Il peut être confondu avec le Pluvier doré.
Le Pluvier argenté est un migrateur répandu à travers le monde entier. Il niche dans la région arctique, dans la toundra d'Amérique du Nord et d'Eurasie, puis migre sur les côtes du monde entier pour passer l'hiver. Avant et après la saison de reproduction, qui ne dure que deux ou trois mois, le Pluvier argenté migre parfois sur plus de 12 000 km.
Lorsqu'il hiverne, il évolue en groupes dispersés sur les plages à marée basse, puis rejoint des groupes denses sur les reposoirs à marée haute, souvent en compagnie d'autres espèces. Il se nourrit de mollusques, de vers, de crustacés, d'insectes et occasionnellement de végétaux. Cherchant sa nourriture au rythme des marées, il repère ses proies par la vue et chasse avec des mouvements rapides caractéristiques des Pluviers.
À partir de mi-mai, le mâle délimite son territoire par des vols papillonnants et des chants synchronisés à ses battements d'ailes. Le nid est creusé peu profondément dans le sol, dans un terrain découvert, et garni de végétaux et de petites pierres. Les deux parents prennent une part active à la couvaison et à l'élevage des petits, qui s'envolent 35 à 45 jours après l'éclosion et pourront se reproduire au bout de deux ans. Dès juillet, les adultes entament la migration vers leur aire d'hivernage.
Bien que la population mondiale soit estimée à plus d'un million d'individus en 2025, le Pluvier argenté connaît un déclin important et généralisé depuis une vingtaine d'années, notamment en Asie. Il est classé « vulnérable » par l'Union internationale pour la conservation de la nature (UICN) et est répertorié sur plusieurs listes de protection. Outre la dégradation de son habitat, les dérangements et la chasse, le changement climatique et la montée des eaux risquent de l'impacter à long terme.

## Taxonomie
En 1758, dans la dixième édition de son Systema naturae, le naturaliste suédois Carl von Linné nomme le Pluvier argenté « Tringa squatarola ». Il est aujourd'hui placé, avec trois autres pluviers, dans le genre Pluvialis créé par l'ornithologue Mathurin Jacques Brisson en 1760,. Ce nom de genre est dérivé du latin pluvia, la pluie, car on croyait que les pluviers se réunissaient avant une pluie imminente. Le nom d'espèce squatarola est une forme latinisée du vénitien Sgatarola, utilisé pour nommer certains pluviers.
Il porte des noms généralement semblables à « pluvier argenté » dans l'Ancien Monde, tandis qu'il est appelé « pluvier à ventre noir » dans le Nouveau Monde. En français, il est aussi connu sous les noms Pluvier varié, Vanneau-pluvier et Vanneau suisse.
Trois sous-espèces sont reconnues :
- Pluvialis squatarola squatarola (Linnaeus, 1758), nicheur dans le nord de l'Eurasie et en Alaska, hiverne en Europe de l'Ouest et du Sud, en Afrique, en Asie de l'Est et du Sud, en Australasie et à l'ouest de l'Amérique ;
- Pluvialis squatarola tomkovichi (Engelmoer et Roselaar, 1998), niche sur l'île Wrangel, au nord-est de la Sibérie ;
- Pluvialis squatarola cynosurae (Thayer et Bangs, 1914), niche au nord du Canada et hiverne le long des côtes d'Amérique du Nord et du Sud.

## Identification
Le Pluvier argenté mesure entre 27 et 30 cm de long, pour une envergure de 60 à 83 cm et un poids de 160 à 280 g — jusqu'à 380 g avant la migration. Son bec mesure entre 2,4 et 3,4 cm, son tarse entre 4,2 et 5,2 cm et sa queue entre 6,6 et 8,3 cm. Au printemps et à l'été, de fin avril à août, les adultes ont un plumage noir et blanc contrasté : noir profond du ventre jusqu'au masque facial et blanc tacheté de noir sur le dessus, avec une longue bande blanche qui va du sourcil à l'épaule. La queue est blanche rayée de noir, le bec et les pattes sont noirs,,,. Il y a peu de dimorphisme sexuel : le mâle et la femelle peuvent être distingués uniquement en plumage nuptial. La femelle est alors moins contrastée, les zones noires apparaissant plutôt brun sombre, avec des liserés blancs le long des plumes du ventre,,.
Une mue a lieu entre mi-août et novembre, durant laquelle les adultes adoptent leur plumage hivernal, qu'ils gardent jusqu'en avril. Ils sont alors gris tacheté de brun-noir sur le dessus, avec le plastron gris clair strié de sombre et le ventre blanc. Les individus juvéniles ont un plumage similaire au plumage hivernal bien qu'un peu plus contrasté, avec les plumes du dos plus sombres et margées de blanc. Ils gardent ce plumage pendant l'année qui suit leur envol, effectuant des mues partielles au printemps et à l'automne avant d'acquérir leur premier plumage nuptial,,.

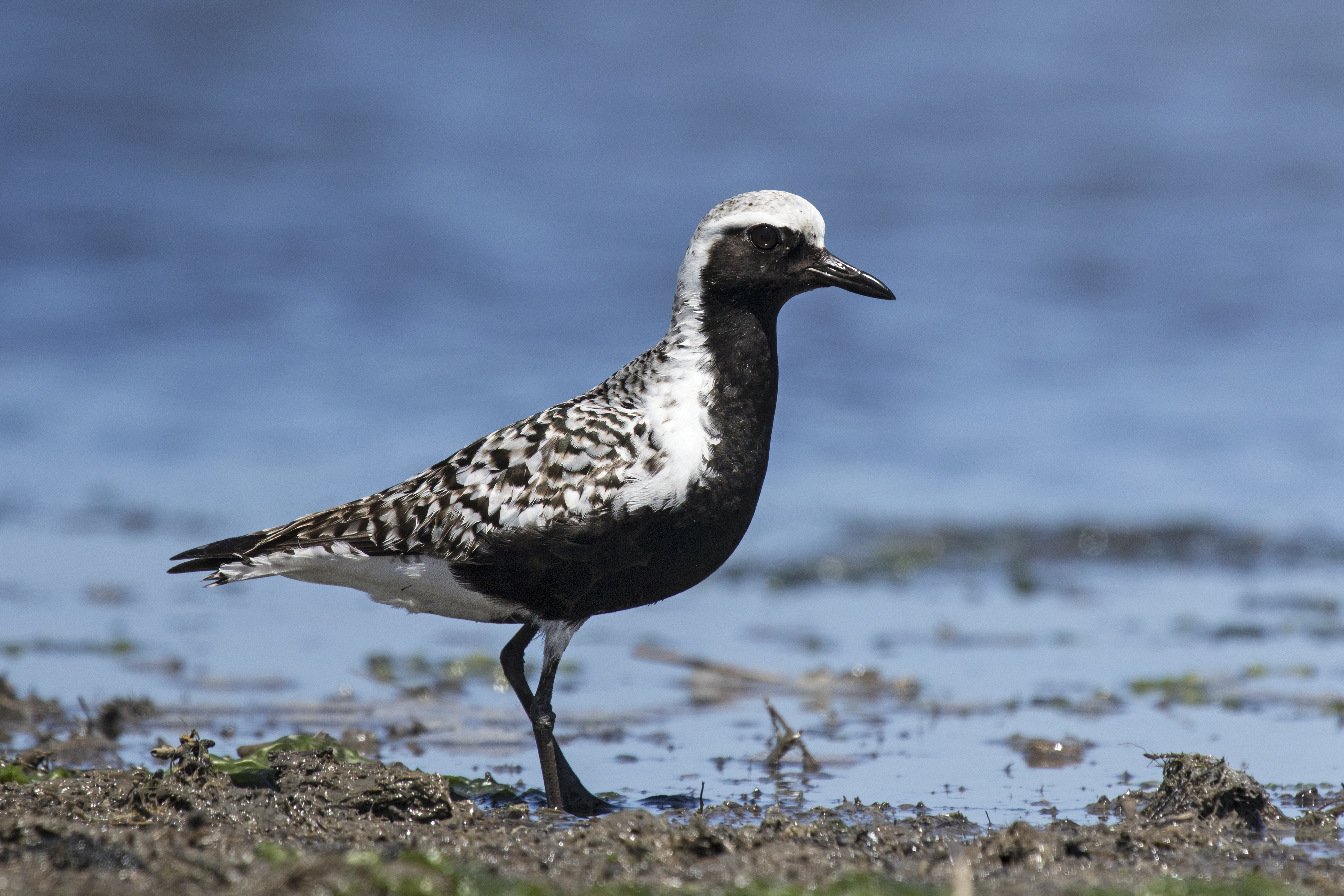
En plumage nuptial : dessus blanc moucheté de noir, dessous noir, longue bordure blanche du front à l'épaule.
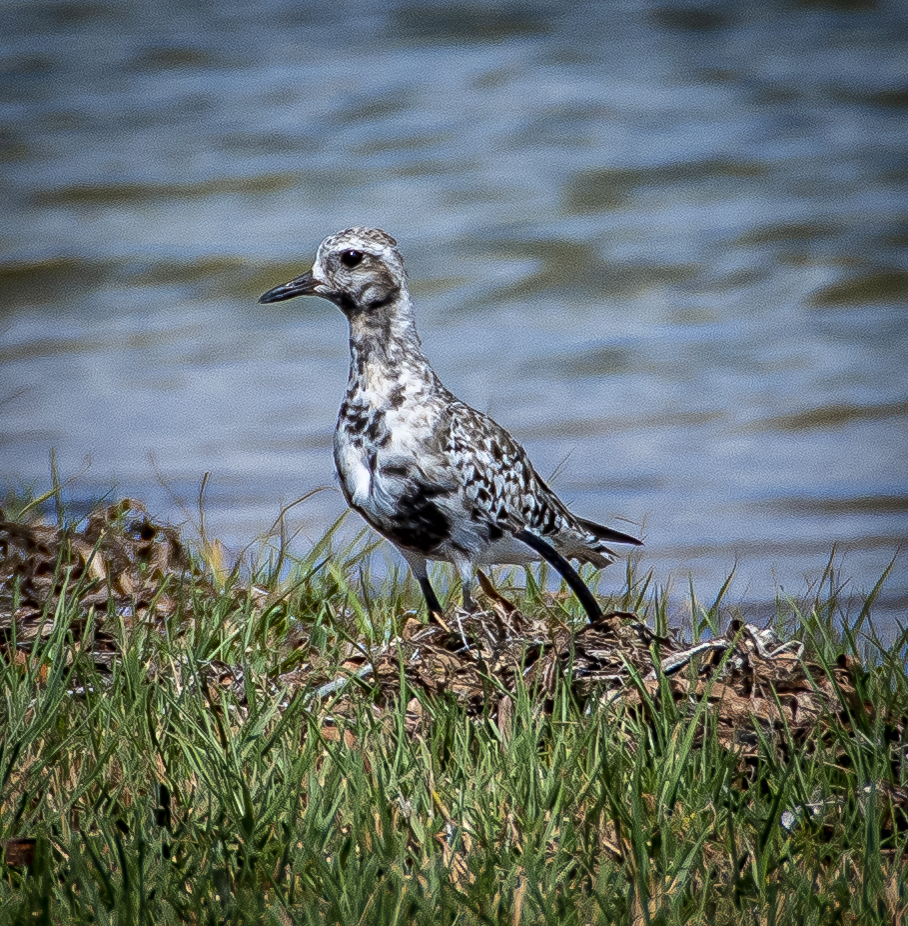
Plumage intermédiaire, durant la mue (photographie prise en septembre).
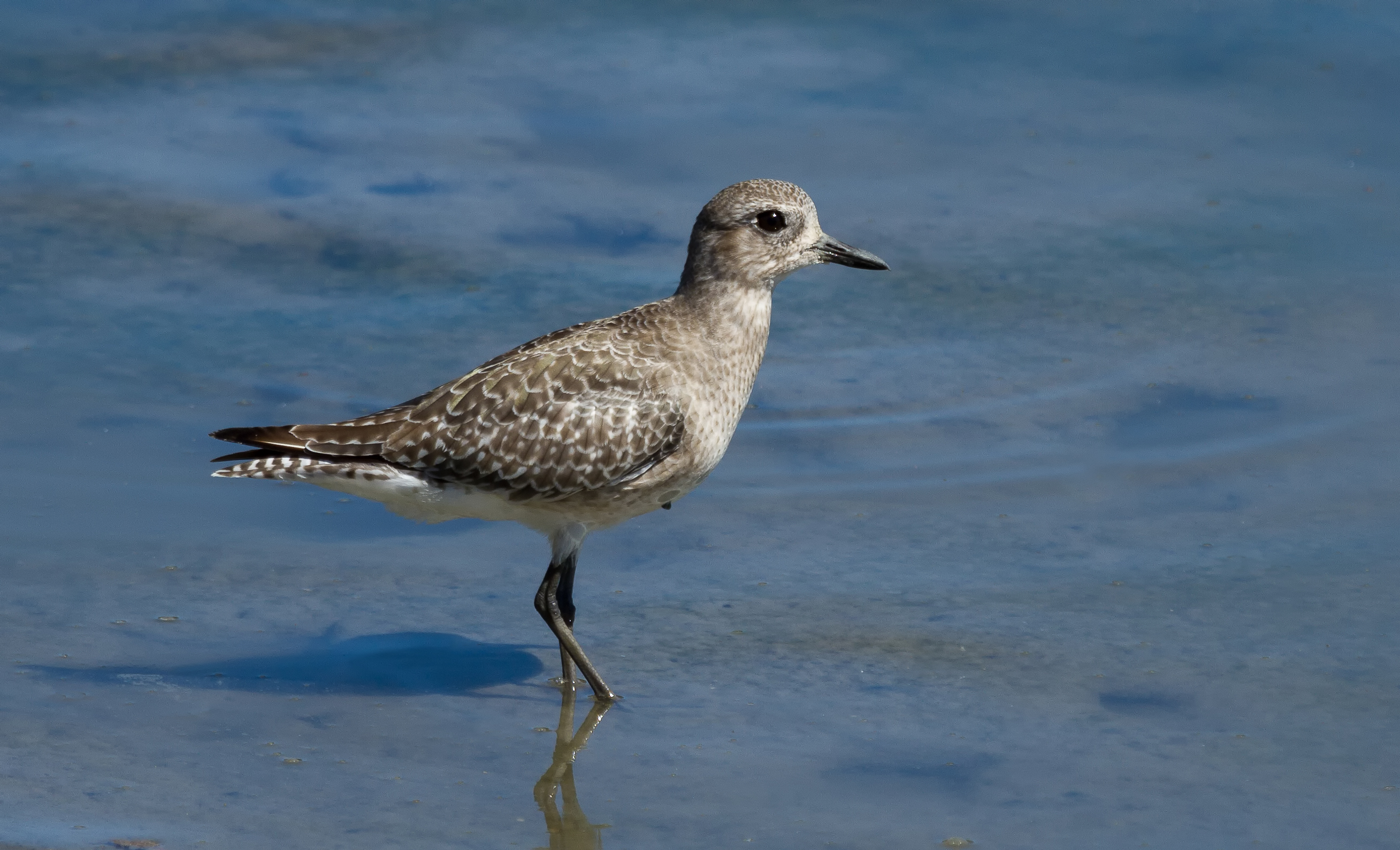
En plumage hivernal (environ de novembre à avril) : gris moucheté de noir, ventre blanc.
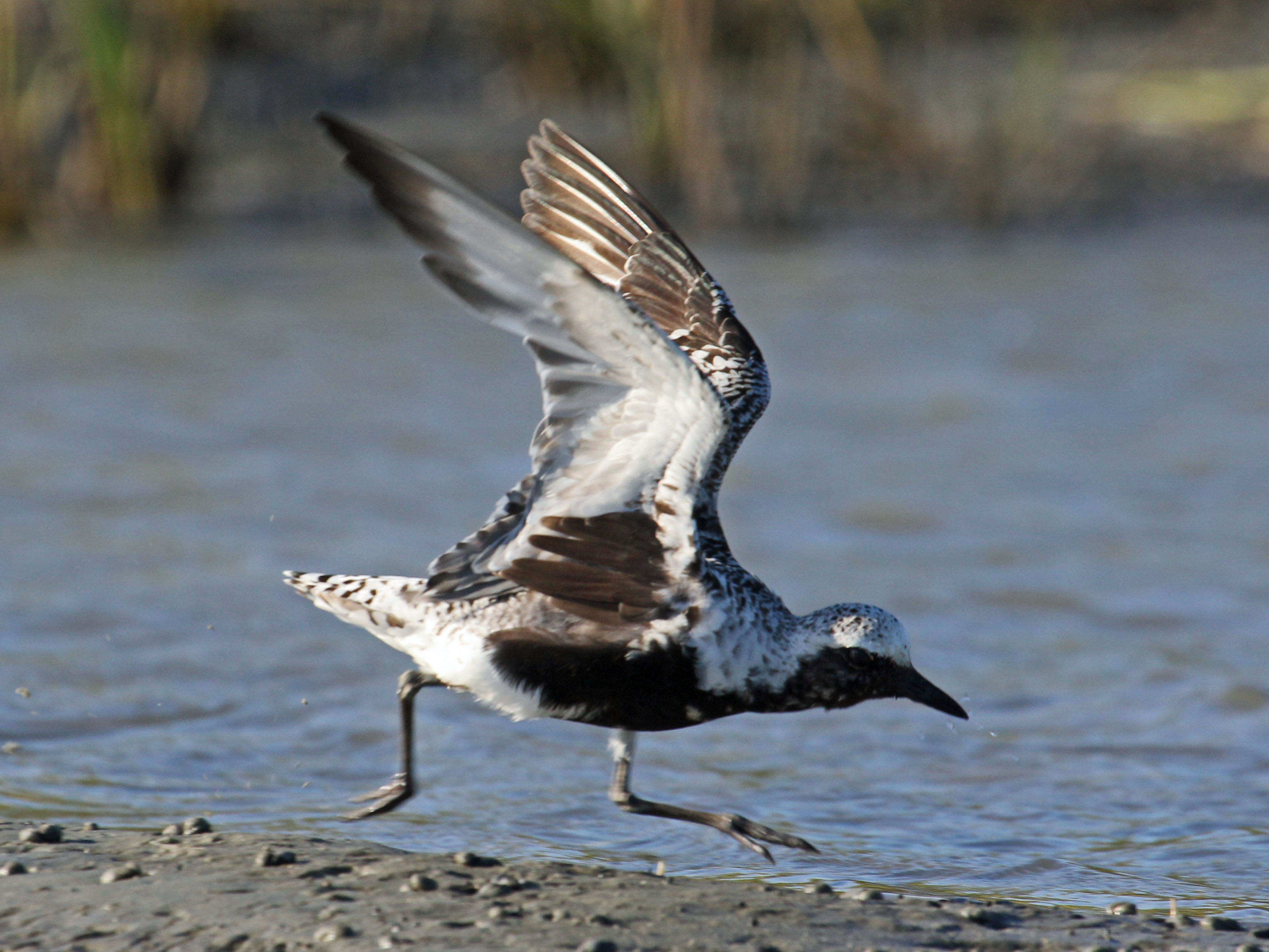
La tache noire caractéristique sous l'aile permet de différencier le Pluvier argenté des autres pluviers.

### Voix
En vol, le Pluvier argenté lance son cri d'appel de jour comme de nuit. Il est en trois syllabes, avec la deuxième plus basse, et il est plus long et aigu que celui du Pluvier doré. Sur ses aires de nidification, le mâle produit un chant territorial proche de celui du Courlis cendré (Numenius arquata), en trois syllabes « tli-ou-ih » ou « tlieu-i », afin de délimiter son territoire au moment de la formation des couples,,.

### Espèces ressemblantes

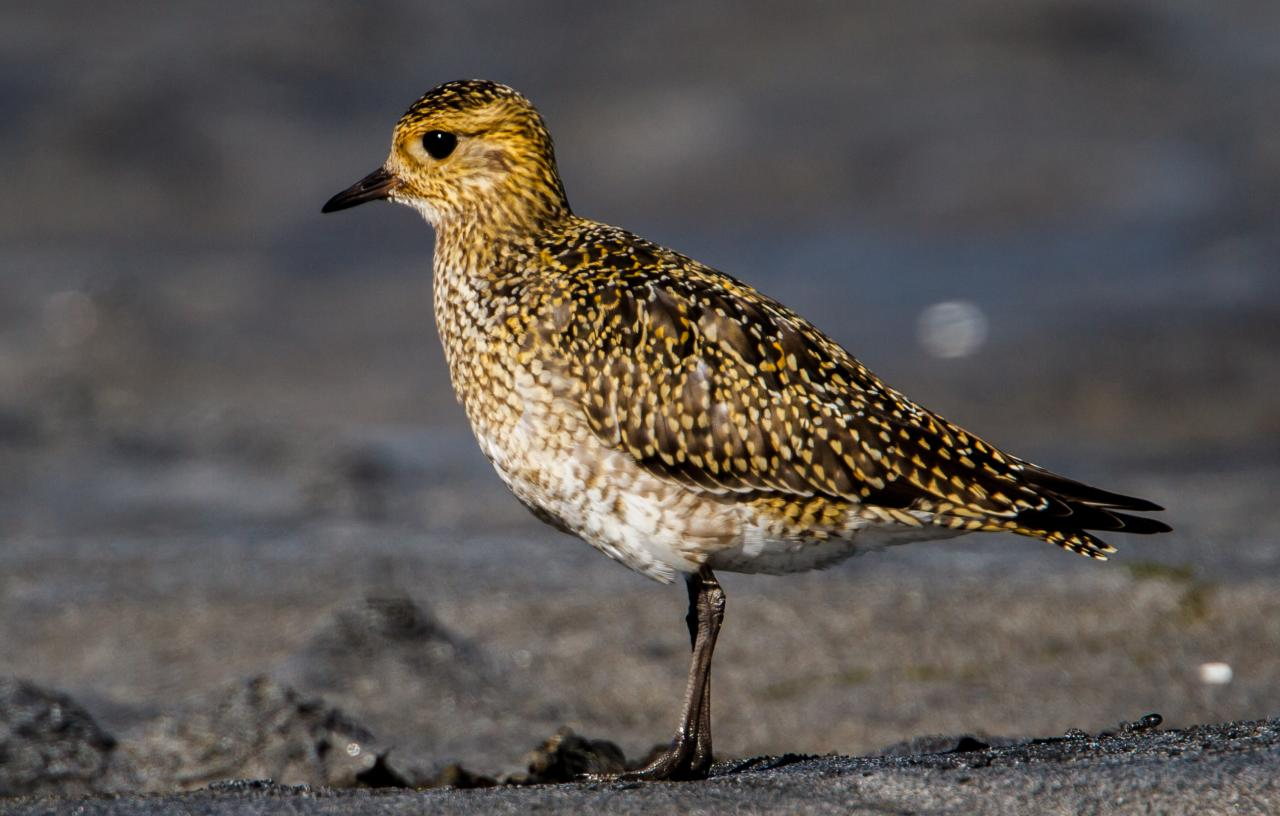
Un Pluvier doré, espèce avec laquelle les jeunes Pluviers argentés peuvent être confondus.

Il y a peu de risques de confusion avec d'autres espèces en plumage nuptial. Il se distingue des autres espèces du genre Pluvialis par son bec plus large et une large tache noire caractéristique sur le flanc, à la base de l'aile, visible en vol,,. Les juvéniles, plus tachetés et jaunâtres que les adultes, peuvent être confondus avec des Pluviers dorés (Pluvialis apricaria). Mais le Pluvier argenté reste un peu plus grand, avec les sourcils moins marqués, le bec plus fort, le croupion blanc et un cri différent qui permet de le distinguer,,.

## Habitat et distribution

Carte de répartition
Aire de nidification
Voie migratoire
Aire d'hivernage

Le Pluvier argenté est un migrateur, qui peut parcourir plus de 12 000 km à chaque voyage entre ses aires de reproduction et d'hivernage. Il ne passe que deux ou trois mois sur ses aires de nidification, puis longe les côtes, de l'Arctique à l'Atlantique ou au Pacifique. Bien que très attaché aux côtes maritimes, il peut être aperçu dans les terres, notamment les juvéniles lors de leur première migration.

### Aires de nidification
Le Pluvier argenté se reproduit dans les zones arctiques d'Eurasie et d'Amérique, à une latitude au-dessus de 65° nord et supérieure à la limite des arbres,, de la Mer Blanche jusqu'au détroit de Béring et de l'Alaska à la Terre de Baffin. Il niche dans des zones de toundra à la végétation rase et clairsemée, délaissant les zones humides pour des endroits secs, à des altitudes assez élevées,,.

### Aires d'hivernage

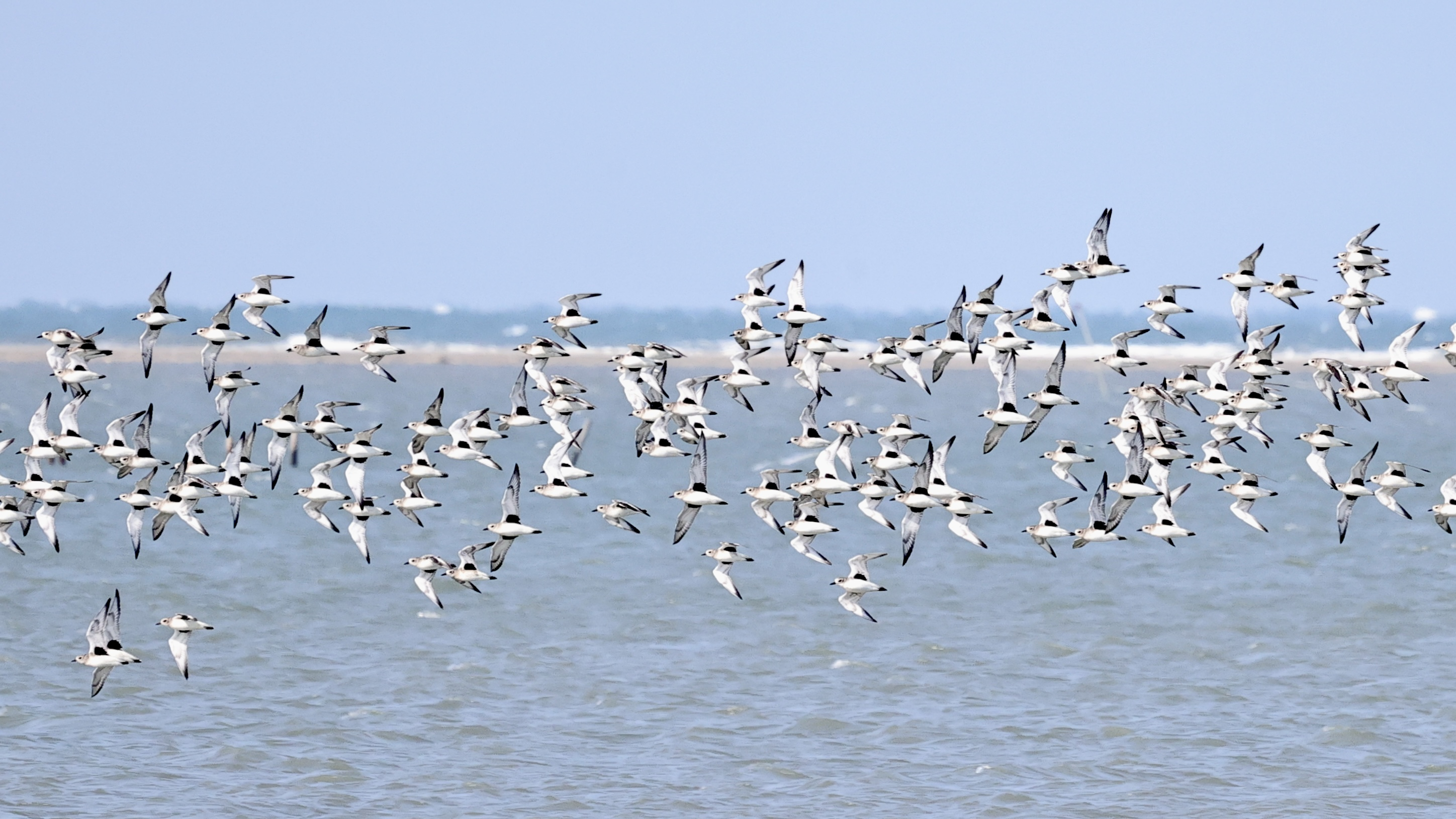
Le Pluvier argenté est un migrateur au long cours, qui passe l'hiver dans les zones côtières du monde entier.

Pour passer l'hiver, le Pluvier argenté migre dans les régions côtières du monde entier, où il se regroupe sur les plages, dans les vasières, les prés-salés, les lagons et les estuaires,,. Il est présent sur tous les continents excepté l'Antarctique. Il vole quasiment sans pause au-dessus de l'Asie, de l'Europe, de l'Amérique du Nord et du Sud et de l'Océanie, mais peut occasionnellement se poser dans les terres si la météo l'y contraint. Il fréquente alors les berges de très grands plans d'eau comme les Grands Lacs américains où il est souvent observé,,, ou bien les lacs suisses en mai et en septembre-octobre. Il hiverne aussi de façon sporadique sur des plans d'eau africains, notamment au Soudan, au Congo et au Nigeria, ainsi qu'au Kenya et sur le Lac Tana en Éthiopie,.
Sur les 247 000 individus qui empruntent la voie migratoire est-atlantique (estimation de 2004), environ 17 % hivernent sur les côtes françaises, notamment en Bretagne, en baie de Saint-Brieuc, et en Normandie, en baie des Veys. L'adoucissement du climat pourrait expliquer un déplacement global des hivernants vers l'est depuis plusieurs années. On observe en effet une diminution des effectifs en Irlande du Nord, en Grande-Bretagne et en mer des Wadden. Les populations eurasiennes hivernent le long de l'Atlantique, principalement en Afrique, « jusqu'au cap de Bonne-Espérance et à Madagascar », et dans une moindre mesure en Europe. Une petite partie seulement se retrouve dans les estuaires méditerranéens.

## Comportement

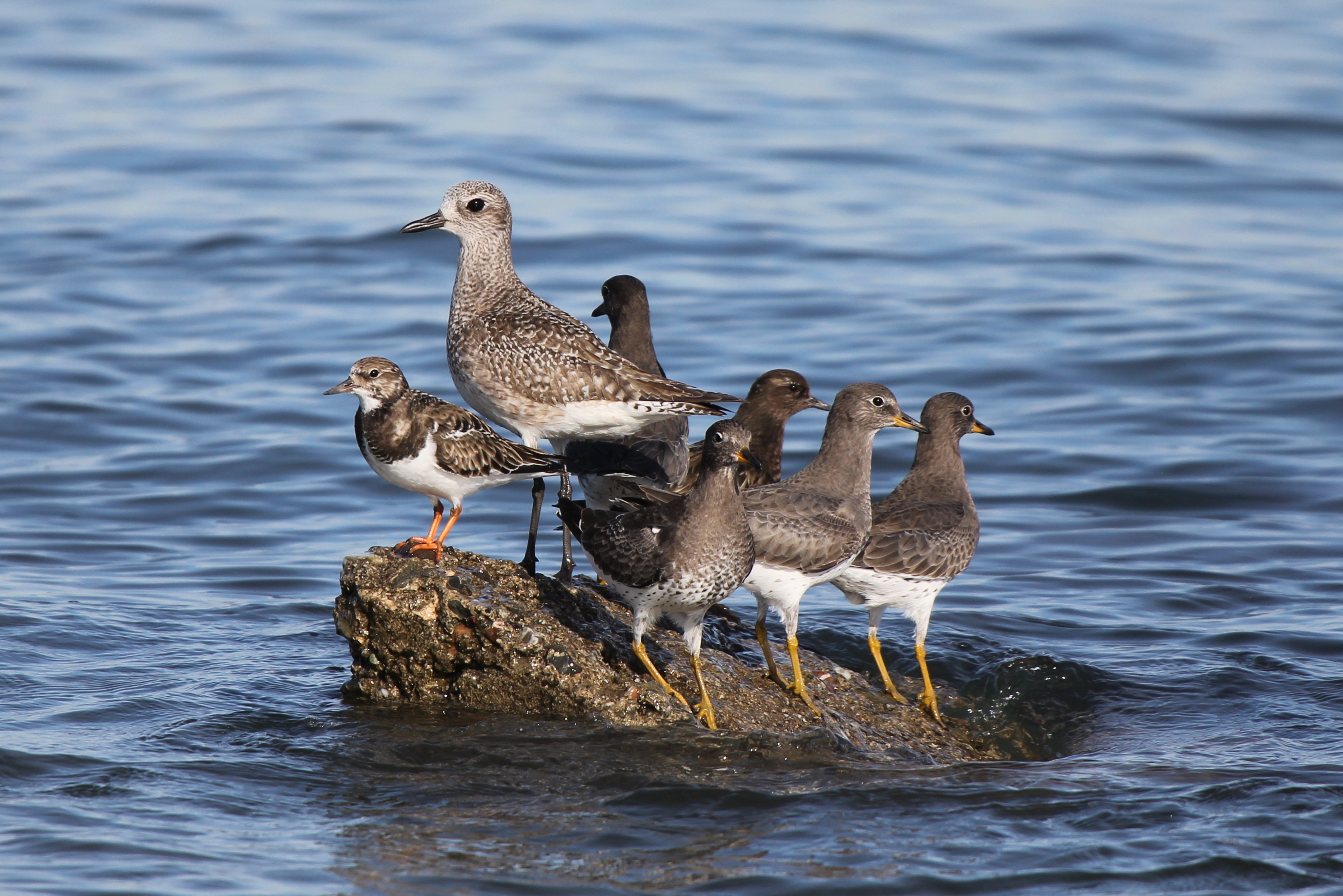
Le Pluvier argenté peut se mêler à d'autres espèces, ici des Bécasseaux du ressac, un Tournepierre noir et un Tournepierre à collier.

Moins grégaire que les autres Pluviers, il ne forme pas de grands groupes, évoluant plutôt de manière dispersée. Les individus peuvent être agressifs entre eux lorsqu'ils cherchent de la nourriture. Il rejoint cependant des dortoirs denses sur les reposoirs à marée haute, et peut se mêler à d'autres limicoles, comme le Pluvier doré (Pluvialis apricaria), le Pluvier fauve (Pluvialis fulva), l'Échasse blanche (Himantopus himantopus), le Bécasseau maubèche (Calidris canutus) ou les Barges,,. Sa distance de fuite face aux humains est généralement assez grande.

### Alimentation

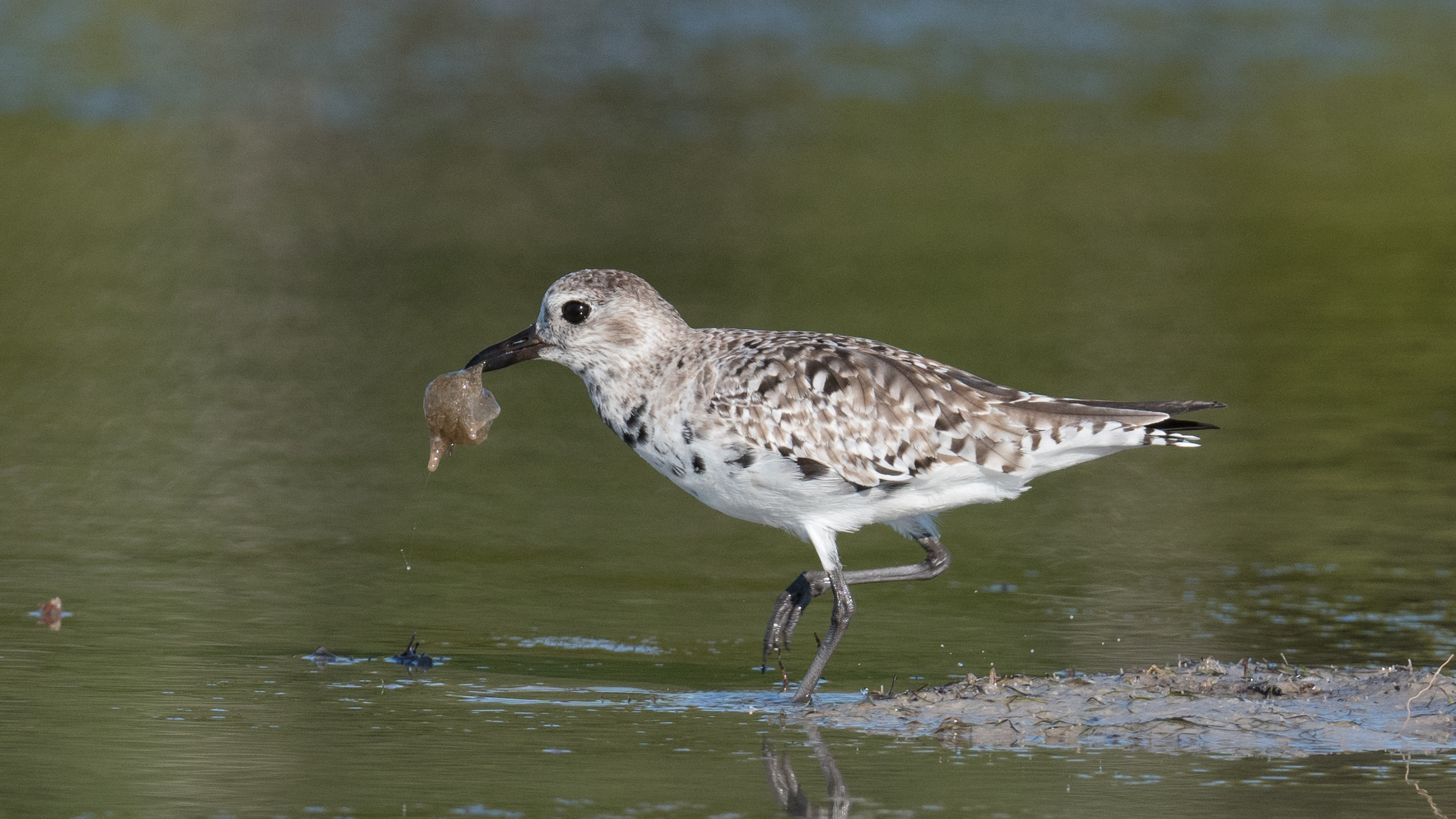
Un individu hivernant en chasse.

Le Pluvier argenté se nourrit sur les plages et les estrans, en repérant généralement ses proies par la vue, grâce aux mouvements de l'eau et aux traces laissées par les vers,. Il chasse de jour comme de nuit, au rythme des marées. Comme la plupart des autres espèces de Pluviers, il chasse d'une manière typique, en s'immobilisant pour scruter le sol puis en capturant ses proies après quelques pas rapides,,. Il est territorial pour défendre son aire de gagnage, et peut voler des proies à d'autres oiseaux, notamment des Courlis corlieus (Numenius phaeopus) et des Huîtriers pies (Haematopus ostralegus).
En hiver, il se nourrit de petits mollusques qu'il extrait de leur coquille, de vers polychètes, de crustacés qu'il martèle et d'insectes. Certains individus reviennent chercher leur nourriture au même endroit d'année en année, alors que d'autres sont plus nomades. Lorsqu'il est en halte migratoire dans les terres, il se nourrit de lombrics et de petits escargots d'eau douce. Durant la période de reproduction, il est solitaire et cherche sa nourriture seul, ou en petits groupes n'excédant pas trente individus. Il mange alors principalement des insectes et des larves — chenilles, diptères, trichoptères, coléoptères et amphipodes —, ainsi qu'occasionnellement des plantes et des graines,,.

### Reproduction

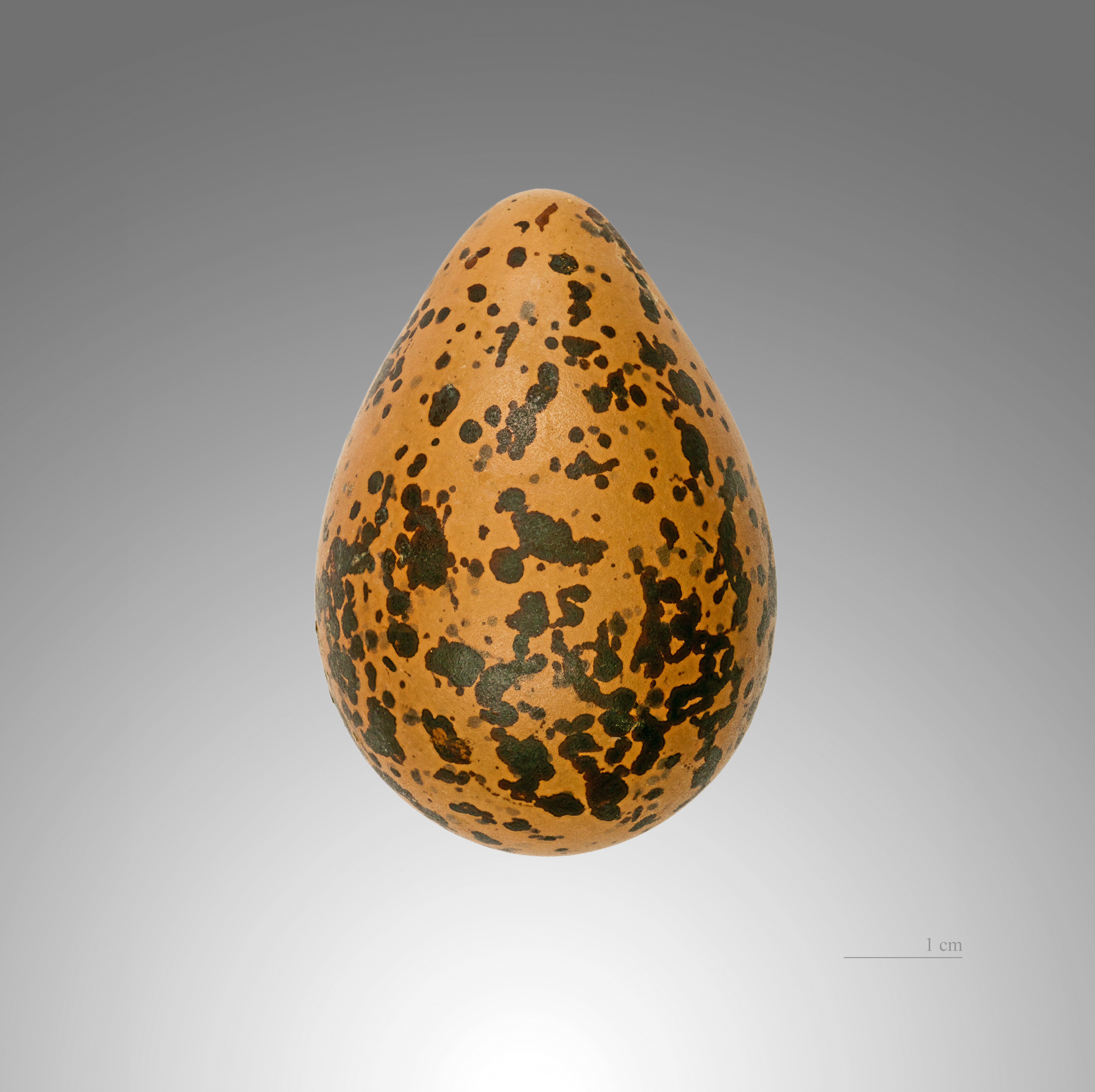
Œuf de Pluvier argenté conservé au muséum de Toulouse.

Durant la période de reproduction qui a lieu entre mai et juillet, le Pluvier argenté niche sur les côtes arctiques, au nord de l'Alaska, du Canada et de la Russie,. Il construit son nid au sol, dans des zones de toundra ouvertes avec une bonne visibilité. Les nids, séparés d'au moins 400 m, sont très découverts, creusés peu profondément dans le sol et garnis de petites pierres, de mousse et de lichen,,. Au début de la période de reproduction, le mâle délimite son territoire par des vols papillonnants, très haut dans le ciel, lançant des cris territoriaux synchronisés avec ses battements d'ailes.
De mi-mai à juillet environ, la femelle pond quatre œufs, ou parfois seulement trois, mesurant en moyenne 52 × 36 mm et pesant 34 g. Ils sont couvés en alternance par les deux parents pendant 26 à 27 jours. Les mâles sont plus impliqués que les femelles et peuvent rester plus longtemps auprès des petits, tandis que les femelles partent les premières en migration,. Les jeunes s'envolent au bout de 35 à 45 jours,. Ils pourront se reproduire au bout de deux ans, et passent souvent leurs deux premières années sur leur zone d'hivernage,,,. Le taux de survie durant la première année est d'environ 63 %.

## Effectifs, menaces et protection

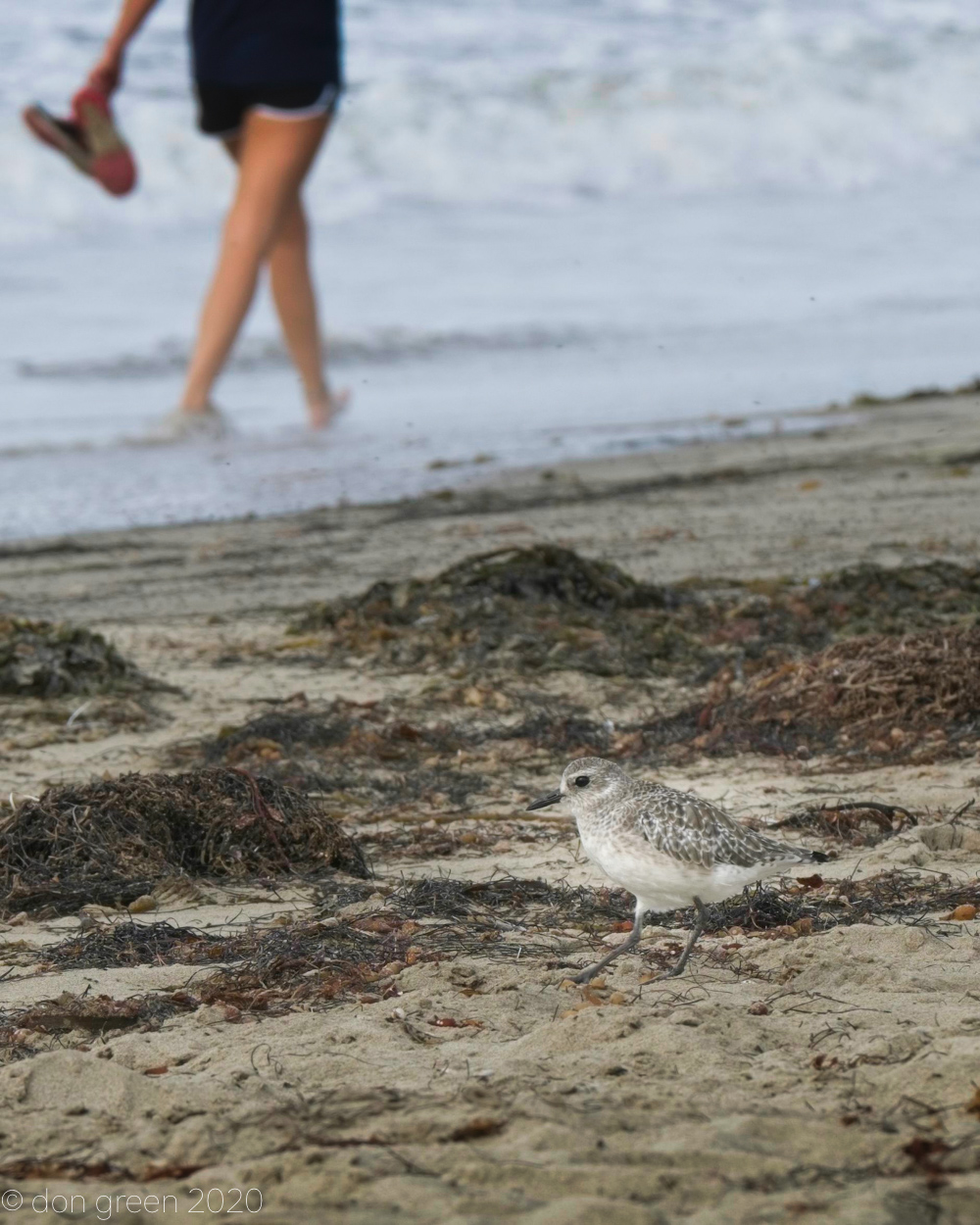
L'urbanisation, la dégradation de son habitat, les dérangements et la chasse pourraient expliquer le déclin de la population de Pluviers argentés.

### Effectifs et tendances
En 2007, la population totale était estimée entre 325 000 et 690 000 oiseaux. En 2025, BirdLife International estime le nombre total d'individus matures entre 1 250 000 et 2 250 000. L'Amérique (du Nord et du Sud) compte le plus grand nombre d'individus. Le déclin sur les trois dernières générations — ce qui représente environ 23 ans chez cette espèce — est estimé entre 30 % et 47,6 % en Amérique, à 36,7 % en Australie, 35 % en Europe et en Afrique de l'Ouest, et jusqu'à 52 % en Asie du Sud-Ouest et en Afrique de l'Est et du Sud.
Étant donné le déclin d'au moins 30 % de sa population mondiale observé sur les trois dernières générations, le Pluvier argenté est classé « vulnérable » par l'Union internationale pour la conservation de la nature (UICN). Les raisons de ce déclin ne sont pas connues avec certitude, mais il pourrait être dû à la perte ou la dégradation de son habitat, les dérangements et la chasse.

### Menaces
À l'état naturel, le Renard polaire (Vulpes lagopus) est un prédateur du Pluvier argenté, en période de reproduction.
Le changement climatique et la montée des eaux risquent d'impacter à long terme le Pluvier argenté, comme les autres limicoles,. La dégradation de la voie migratoire est-asiatique, la plus menacée, pourrait également l'affecter. Alors qu'il migre sur des milliers de kilomètres, l'urbanisation et la surpopulation font peser une pression accrue sur les espaces naturels. De nombreuses zones humides comme les estrans sont urbanisées depuis les années 2000, ce qui réduit ses possibilités de haltes migratoires,.

### Protection
Le Pluvier argenté est inscrit sur plusieurs listes de protection :
- l'Article 1 de la directive Oiseaux (mais l'Annexe II/B le rend chassable au Danemark, en France, à Malte et au Royaume-Uni)[31] ;
- l'Annexe III de la convention de Berne ;
- l'Annexe II de la convention de Bonn ;
- l'Annexe II de l'Accord sur la conservation des oiseaux d'eau migrateurs d'Afrique-Eurasie[32].

Il est recensé sur 370 sites Natura 2000 en Europe. En Chine et en Corée du Sud, des programmes de protection de zones côtières ont été engagés : en 2021, la Banque asiatique de développement et BirdLife International ont mis en place la Regional Flyway Initiative pour restaurer et protéger la voie migratoire est-asiatique dans dix pays.

## Pluvier argenté et philatélie
Le Pluvier argenté a été représenté sur dix-sept timbres émis par treize administrations postales différentes : Bhoutan (1999), Brésil (1985), Cuba (2002), Jersey (1998), Maldives (trois timbres en 1992, 2000 et 2003), Mauritanie (deux timbres en 1994 et 2011), Maurice (1990), Micronésie (1985), Pays-Bas (2016), Palaos (2018), Saint-Vincent-et-les-Grenadines (2001), Sao Tomé-et-Principe (2015) et Tuvalu (deux timbres en 2000).